# Maxilly-sur-Léman
Maxilly-sur-Léman är en kommun i departementet Haute-Savoie i regionen Auvergne-Rhône-Alpes i sydöstra Frankrike. Kommunen ligger i kantonen Évian-les-Bains som tillhör arrondissementet Thonon-les-Bains. År 2022 hade Maxilly-sur-Léman 1 519 invånare.

## Befolkningsutveckling
Antalet invånare i kommunen Maxilly-sur-Léman
| Referens: INSEE |